# La Ruche

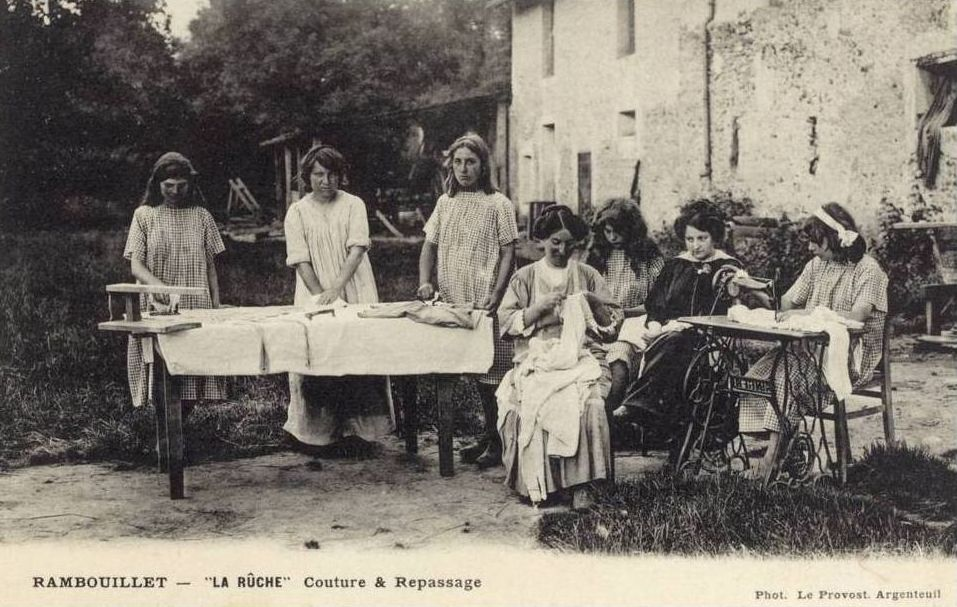
Postal publicada por la Imprimerie de la Ruche, Rambouillet: las niñas aprenden a coser

La Ruche (La colmena) fue una escuela francesa, laica y afín al anarquismo, que pretendió ser una cooperativa; existió entre 1904 y 1917. En 1904, a 3 km de Rambouillet, el militante anarquista Sébastien Faure decide intentar la aventura de una escuela para hijos de obreros y huérfanos, a la que calificaba de "escuela del futuro". 
Trataban de conseguir una instrucción general junto a una enseñanza técnica y profesional, en comercio principalmente, en un marco de alimentación sana y contacto con la naturaleza. Tan importante eran las aulas como los talleres. Las recompensas y los castigos estaban prohibidos, así como cualquier forma de autoridad incuestionable.

## Historia
Faure compró una gran casa con dependencias y un gran jardín así como praderas y bosques, eran alrededor de 25 hectáreas. La fuente de capital para La Ruche, para empezar era el producto de los seminarios de Faure, pero se convirtió en autosuficiente luego de tres años. En ese lugar vivían junto a los profesores unos 40 niños de ambos sexos, su educación era gratuita y corría a cuenta del trabajo interno de autofinanciamiento y de donantes externos. La Primera Guerra Mundial acabó con ella.

## Principios
Seguía los mismos principios que la escuela de Cempuis, y sus principios fundacionales eran similares a los conceptos de "educación permanente" de Proudhon y el "buen nacimiento, buena educación y la buena organización social" de Paul Robin. La enseñanza buscaba el desarrollo intelectual, técnico y moral.
Las tres principales esferas de la pedagogía se cumplían a través de: clases, el trabajo en el campo y todas las diferentes actividades necesarias para asegurar la autosuficiencia de la escuela. Los valores morales inculcados eran: 
- El respeto de la autonomía del niño.
- El método positivo o racionalista.
- La falta de rangos o cualquier otra forma de clasificación (salvo algunas de las actividades se reservan a determinados grupos de edad).
- La educación mixta.
- La educación sexual (todas las actividades eran mixtas).

## La Ruche en la literatura
Pilar Adón recrea libremente la historia de La Ruche en su novela Las efímeras (2015).